# Billy Jeavons
William Henry Jeavons (9 tháng 2 năm 1912 - 1992) là một cầu thủ bóng đá người Anh thi đấu ở vị trí tiền vệ cánh.